# Lucie de Lyon
Lucie de Lyon est une veuve lyonnaise qui, selon la tradition chrétienne, accueille chez elle Épipode et Alexandre de Lyon, qui auraient été martyrisés en 178. Elle aurait accompli des miracles et sa tombe, à Lyon, faisait l'objet d'une vénération. 

## Récits de miracles
Selon les Actes des saints Épipode et Alexandre, rédigés au Ve siècle par un auteur anonyme, Lucie, une veuve, héberge chez elle Épipode et Alexandre de Lyon, saints lyonnais qui auraient subi le martyre en 178, l'année d'après celui des martyrs de Lyon. Le nom de Lucie, qui signifie Lumineuse, peut être rapproché des récits de Grégoire de Tours et Adon de Vienne, qui évoquent une lumière merveilleuse régnant dans la crypte où reposent ces saints.
Les Actes des saints Épipode et Alexandre racontent que Lucie recueille la chaussure d'Épipode après son martyre et que, grâce à elle, elle accomplit plusieurs guérisons miraculeuses, sans avoir de connaissance médicale. Elle propage ainsi la foi chrétienne. Cette histoire de soulier qui guérit est moquée par Voltaire.

## Topographie
La chapelle dédiée aux deux saints Épipode et Alexandre, à Pierre Scize, aurait été construite à l'emplacement de la maison de Lucie. Selon Grégoire de Tours, Lucie est enterrée dans un faubourg de Lyon. Sa tombe, située sur la rive droite de la Saône, au nord de la ville mérovingienne de Lyon, est l'objet d'une vénération spéciale.   
L'existence même des martyrs Épipode et Alexandre a été mise en doute par Amable Audin et Charles Perrat.